# Werner Rarrasch
Werner Rarrasch (* 9. November 1926; † vor dem 9. November 1981) war ein deutscher Fußballspieler, der für Viktoria Aschaffenburg in der Oberliga Süd 71 Spiele mit fünf Toren bestritten hat. Er verstarb 1981 im Alter von 54 Jahren.

## Laufbahn
Die ersten Spiele in der Oberliga Süd bestritt Werner Rarrasch bereits in der Saison 1947/48. An der Seite von Ex-Nationalspieler Ernst Lehner war er in 17 Spielen für die „Viktoria“ im Einsatz und erzielte zwei Treffer. Nach seinem Wechsel zu den Sportfreunden Siegen – die Siegerländer belegten in der 1. Landesliga Westfalen 1951/52 den sechsten Platz – wurde er von Bundestrainer Sepp Herberger im Rahmen der Kaderfindung für das olympische Fußballturnier 1952 in Helsinki, zum Länderspiel der deutschen Nationalmannschaft der Amateure am 8. Juni 1952 in München gegen Österreich eingeladen. Beim 2:0-Erfolg kam er in der zweiten Halbzeit zum Einsatz. In Helsinki kam Rarrasch nicht zum Einsatz, war aber Ersatzmann im deutschen Aufgebot.
Mit den „Rot-Weißen“ vom Leimbachstadion ging er am Saisonende 1954/55 als Sieger der Gruppe 2, der seinerzeit in fünf Staffeln unterteilten Landesliga Westfalen hervor und nahm an der Endrunde um die Westfalenmeisterschaft teil, die hinter Eintracht Gelsenkirchen und den VfB 03 Bielefeld mit dem dritten Platz abgeschlossen wurde. Da Gelsenkirchen und Bielefeld eine Lizenz für die 2. Liga West erhielten, vertrat Siegen den Landesverband Westfalen im Wettbewerb um die Deutsche Amateurmeisterschaft 1955. In der Gruppe 2 setzten sich die Sportfreunde gegen den SV Bergisch Gladbach 09, Sterkrade 06/07 und den 1. FC Neukölln durch und schalteten im Halbfinale den Heider SV mit 3:1 Toren aus. Das Finale wurde am 25. Juni 1955 in Wetzlar vor 15.000 Zuschauern durch einen ungefährdeten 5:0-Erfolg gegen die SpVgg Bad Homburg zu einem Festtag für Rarrasch und seine Mitspieler. Die beiden Halbstürmer Herbert Schäfer und Paul Haase zelebrierten Amateurfußball der Spitzenklasse.
Von 1955 bis 1958 war er für Viktoria Aschaffenburg, der Mannschaft vom Stadion am Schönbusch, in der Oberliga Süd, gemeinsam mit Mitspielern wie Hans Neuschäfer, Rudolf Hoffmann und Egon Horst, als Außenläufer aktiv, bevor er seine Laufbahn als Vertragsfußballspieler beendete.

## Trainer
Als Trainer war er 1971 erfolgreich für den SSV Dillenburg tätig.